# Sparrt (1749)
Sparrt (50 kanoner) var ett svenskt linjeskepp, byggt 1749 av Gilbert Sheldon i Karlskrona; deltog i 1757–58 och 1761–62 års sjötåg; försålt 1781.